# Aciklovir
|  | Molimo pročitajte upozorenje o korištenju medicinskih informacija. Ne provodite liječenje bez savjetovanja s liječnikom! |

Aciklovir, prvi antivirusni lijek, aciklički je derivat gvanozina, 2-amino-9-(2-hidroksietoksimetil)-3H-purin-6-on. Koristi se za liječenje Herpes simplex virusa tip 1 (HSV-1), Herpes simplex virusa tip 2 (HSV-2)  i virusa Varicella zoster. Djelovanje aciklovira na Epstein – Barrov virus (EBV) i citomegalovirus (CMV) je prisutno ali minimalno. Primjenjuje se lokalno, oralno i intravenski.

## Indikacije
Aciklovir se koristi za liječenje infekcija Herpes simplex virusa tip 1 (HSV-1), Herpes simplex virusa tip 2 (HSV-2)  i virus Varicella zoster uključujući: primarni i rekurentni genitalni herpes, herpetični encefalitis, mukokutani herpes u bolesnika s oslabljenim imunološkim odgovorom, vodene kozice u bolesnika s oslabljenim imunološkim odgovorom, herpes zoster u bolesnika s oslabljenim imunološkim odgovorom.
Oralni aciklovir ima višestruku primjenu. U prvim epizodama genitalnog herpesa skraćuje trajanje simptoma za oko 2 dana, te skraćuje zacjeljivanje lezija na 4 dana, i trajanje širenja virusa za 7 dana. U rekurentnom genitalnom herpesu skraćuje vrijeme bolesti za 1-2 dana. Testiranje potentnosti različitih doza aciklovira za smanjenje frekvencije širenja genitalnog herpesa pokazalo je da dolazi do prijenosa herpesa unatoč visokoj dozi aciklovira. Antivirusna terapija smanjuje rizik od prijenosa samo 48%. Oralni aciklovir je koristan u liječenju rekurentnog labijalnog herpesa.
Dvostruko-slijepa studija na pacijentima pokazala je da je topička primjena aciklovira učinkovita u liječenju rekurentnog herpes labialisa. Njenom primjenom se skraćuje nastajanje lezija i skraćuje vrijeme zacjeljivanja (p<0.05).
Intravenski je aciklovir terapija izbora za encefalitis uzrokovan herpes simplex virusom, neonatalne infekcije HSV-om i ozbiljne infekcije HSV-om i VZV-om.

## Mehanizam djelovanja
Aciklovir je antivirusni lijek koji djeluje in vitro na virus Herplex simplex tipa 1 i tipa 2 te na virus Varicella zoster. Mehanizam djelovanja temelji se na inhibiciji sinteze DNA.
U stanici inficiranoj herpesvirusom, aciklovir fosforilacijom prelazi u aciklovir-monofosfat reakcijom koju katalizira enzim timidin-kinaza, koju virus kodira mnogo bolje nego što se timidin-kinaza kodira u neinficiranim stanicama. Aciklovir-monofosfat zatim prelazi u difosfat i trifosfat. Aciklovir-trifosfat je aktivni oblik i djeluje na 3 načina :
- kompetitivnom inhibicijom virusne DNA polimeraze
- ugradnjom u DNA virusa i zaustavljanjem rastućeg virusnog DNA lanca
- deaktivacijom virusne DNA polimeraze

## Farmakokinetika
Djelatna tvar se nakon oralnog davanja polako i nepotpuno apsorbira. Najveću koncentraciju u plazmi postiže za 1.5 – 2 sata. Biološka raspoloživost aciklovira je niska i iznosi 15 – 20 %, te se smanjuje s povećanjem doze.  Hrana ne pokazuje utjecaj na sistemsku bioraspoloživost aciklovira.  Aciklovir se lako raspodjeljuje u većinu tkiva i tjelesnih tekućina i nije podvrgnut presustavnom metabolizmu. Izlučuje se glomerularnom filtracijom i tubularnom sekrecijom. Poluvijek eliminicije je 2,5-3 sata. Oko 80 % primijenjene doze aciklovira se izlučuje urinom u nepromijenjenom obliku, dok se u obliku karboksimetoksimetilgvanina, koji nastaje prethodnom metaboličkom pretvorbom aciklovira, izluči 8,5 do 14 %.

## Interakcije s drugim lijekovima
Istodobna primjena aciklovira s lijekovima koji se izlučuju putem bubrežne tubularne sekrecije može povećati koncentraciju aciklovira u plazmi.
Probenicid, lijek koji povećava izlučivanje mokraćne kiseline i cimetidin, koji zaustavlja lučenje želučane kiseline,  povećavaju koncentraciju aciklovira u plazmi, produžuju njegovo biološko poluvrijeme, te smanjuju renalni klirens.

## Toksičnost

### Karcinogenost
U ispitivanjima provedenima na štakorima i miševima, aciklovir u dozama od 50, 150 i 450 mg/kg tjelesne mase, nije izazvao karcinogenost.

### Toksičnost ponovljenih doza
Studije subakutne toksičnosti u Sprague-Dawley štakora koji su oralno primali doze aciklovira od 50, 150 i 450 mg /kg tjelesne mase nisu pokazale znakove toksičnosti.  Kod Long-Evans štakora se pri davanju doza od 20, 40 i 80 mg/kg tjelesne mase na dan intravenskom injekcijom kroz 3 tjedna pojavila opstruktivna nefropatija, zbog kristalnog taloga djelatne tvari u bubrežnim tubulima i sabirnim kanalima.
Psi pasmine beagle su jedan mjesec intravenskom injekcijom primali doze od 10, 20, 25, 50 i 100 mg/kg tjelesne mase 2 puta na dan. Psi koji su primali doze od 100 mg/kg tjelesne mase dva puta na dan, uginuli su 8. dan liječenja, a psi kojima su davane doze od 50 mg/kg tjelesne mase dva puta na dan, uginuli su nakon 21 do 31 dana liječenja. Pri dozama od 20 i 25 mg/kg tjelesne mase koje su injicirane 2 puta na dan došlo je do nakupljanja vode u bubrezima i smanjene sposobnosti bubrega za koncentriranje mokraće. U pasa koji su intravenski primali doze od 10 mg aciklovira/kg tjelesne mase 2 puta na dan, promjena nije bilo.
Kod pasa pasmine Labrador retriver infuzijom unesene doze aciklovira od 210 mg /kg tjelesne težine tijekom 43 h i 15 mg / kg tjelesne težine tri puta dnevno tijekom 28 dana uzrokovale su značajno smanjenu glomerularnu stopu filtriranja.

### Reproduktivna toksičnost
U studiji fertilnosti na dvjema generacijama F0 miševa unesene doze aciklovira od 50, 150 i 450 mg/kg tjelesne mase na dan nisu prouzročile nuspojave. Tijekom organogneze subakutno aplicirani aciklovir trudnim ženkama miševa i štakora u dozama od 12, 25 i 50 mg/kg tjelesne mase na dan nije uzrokovao embrionalne i fetalne malformacije.
Aciklovir, injiciran novorođenim štakorima supkutano u dozama od 5, 20 i 80 mg/kg tjelesne mase na dan, kod najvećih doza je prouzročio smanjenje tjelesne mase i blage lezije bubrega.
Prema FDA klasifikaciji aciklovir je lijek B kategorije.

### Dojenje
U ispitivanjima na ljudima je uočeno da se oralno primijenjen aciklovir izlučuje u majčinom mlijeku u koncentracijama u rasponu od 0,6 do 4,1 puta većima od odgovarajućih razina u plazmi. Savjetuje se oprez ako se koristi u dojilja.

## Nuspojave
Neželjeni učinci koji se mogu pojaviti pri oralnom uzimanju lijeka uključuju mučninu, povraćanje, proljev, glavobolju i osip. Vrlo rijetko se još mogu pojaviti anemija, leukopenija, trombocitopenija, konfuzija i halucinacije. Lokalnom primjenom aciklovira može doći do prolaznog žarenja i peckanja kože na mjestu primjene, blage suhoće ili ljuštenja kože i svrbeži.